# Gordon Kricke
Jan-Christian Gordon Kricke (* 18. Dezember 1962 in Kiel) ist ein deutscher Diplomat. Er ist seit Juli 2024 Botschafter in Paraguay und leitet als solcher die Botschaft Asuncion.

## Leben
Nach dem Abitur 1982 am Johanneum Lüneburg und der Ableistung des Wehrdienstes studierte Kricke von 1984 bis 1989 Rechtswissenschaft in Berlin, Freiburg und Hamburg und legte 1989 das Erste Juristische Staatsexamen ab.
1991 erfolgte seine Promotion zum Dr. jur. mit einer Dissertation über Die Beschränkung der Verfügungsfreiheit beim gemeinschaftlichen Testament sowie 1993 die Ablegung des Zweiten Juristischen Staatsexamens.
Im Anschluss trat er in den Auswärtigen Dienst ein und fand nach Ablegung der Laufbahnprüfung 1994 zunächst Verwendung im Auswärtigen Amt und danach zwischen 1995 und 1998 an der Botschaft in Buenos Aires, Argentinien, ehe er danach bis 2000 Ständiger Vertreter des Botschafters in Mosambik war. Nach einer darauf folgenden Tätigkeit im Auswärtigen Amt war er von 2003 bis 2005 Botschafter in Haiti, wobei die Botschaft in Port-au-Prince zu dieser Zeit als sogenannte „Kleinstvertretung“ nur aus ihm und einigen Ortskräften bestand. Er wurde in diesem Amt von Hubertus Thoma abgelöst.
2005 kehrte er nach Deutschland zurück und wurde im Auswärtigen Amt stellvertretender Referatsleiter des Referats 303 und danach von 2007 bis 2008 Politischer Berater des EU-Sonderbeauftragten für Sudan in Juba. Danach war er Ständiger Vertreter des Botschafters in Sudan sowie daraufhin zwischen 2009 und 2011 Leiter des Deutschlandzentrums in Mexiko-Stadt.
Ab 2011 war Kricke als Nachfolger von Rüdiger John Botschafter in Niger. Dort wurde er im September 2013 von Michael Feiner abgelöst. Kricke wurde nach Angola versetzt und leitete in Luanda von 2013 bis 2016 die dortige Delegation der Europäischen Union.
Im Dezember 2016 löste er Thomas Ossowski als Botschafter auf den Philippinen ab und blieb auf diesem Posten bis August 2019. Während seiner Zeit in Manila veröffentlichte die philippinische Tageszeitung The Philippine Star auf ihrer Homepage regelmäßig Beiträge Krickes zu politischen und gesellschaftlichen Themen.
Ab 2019 war er Leiter des Arbeitsstabes Sahel im Auswärtigen Amt und zugleich Sonderbeauftragter für den Sahel.
Am 1. Juli 2021 wurde Kricke als Nachfolger von Jakob Haselhuber Botschafter in Tschad. Am 8. April 2023 wurde er von der Regierung in N’Djamena aufgefordert, das zentralafrikanische Land binnen 48 Stunden zu verlassen. Begründet wurde dies mit der „unhöflichen Haltung“ und der „Nichteinhaltung der diplomatischen Gepflogenheiten“ durch den Botschafter. Radio France Internationale meldete an demselben Tag mit Berufung auf „mehrere regierungsnahe Quellen“, die Ausweisung sei angesichts Krickes Kritik an der amtierenden Militärjunta des Tschads vorhersehbar gewesen. Die Wochenzeitung Le Pays aus N’Djamena hatte die Ausweisung bereits zuvor angekündigt. Die deutsche Botschaft hatte sich wie auch die diplomatischen Vertretungen Frankreichs, Spaniens, der Niederlande und der Europäischen Union in Tschad „besorgt“ über die Verlängerung des Übergangsregimes unter Mahamat Déby im Oktober 2022 geäußert und nach der gewaltsamen Niederschlagung von Protesten im Herbst 2022 die Einhaltung der Menschenrechte und die Abhaltung regulärer Wahlen angemahnt. Als Reaktion auf die Ausweisung Krickes wurde die tschadische Botschafterin in Deutschland, Mariam Ali Moussa, am 11. April 2023 von der Bundesregierung aufgefordert, Deutschland binnen 48 Stunden zu verlassen. Anschließend fungierte Kricke als Sonderbeauftragter für den Sudan im Auswärtigen Amt.
Seit Juli 2024 ist Kricke Botschafter in Paraguay.